# Tystberga
Tysyberga est une localité de la commune de Nyköping, dans le comté de Södermanland, en Suède. 

## Personnalité
Le cavalier Petrus Kastenman (1924-1995), champion olympique de concours complet en 1956, est né à Tystberga.